# Bochalema
Bochalema es un municipio colombiano ubicado en el departamento de Norte de Santander. Su cabecera municipal dista a 45 km de Cúcuta, capital del departamento.

## Toponimia
Lleva este nombre por la cultura Bocalema existió muchos años antes de la conquista de América y se considera una de las más antiguas del país (según las muestras arqueológicas recogidas por Luis Raúl Rodríguez Lamus y Jairo Calle).

## División Político-Administrativa
Además de su Cabecera municipal. Bochalema tiene bajo su jurisdicción los siguientes Centros poblados:
- Donjuana
- La Esmeralda

## Historia

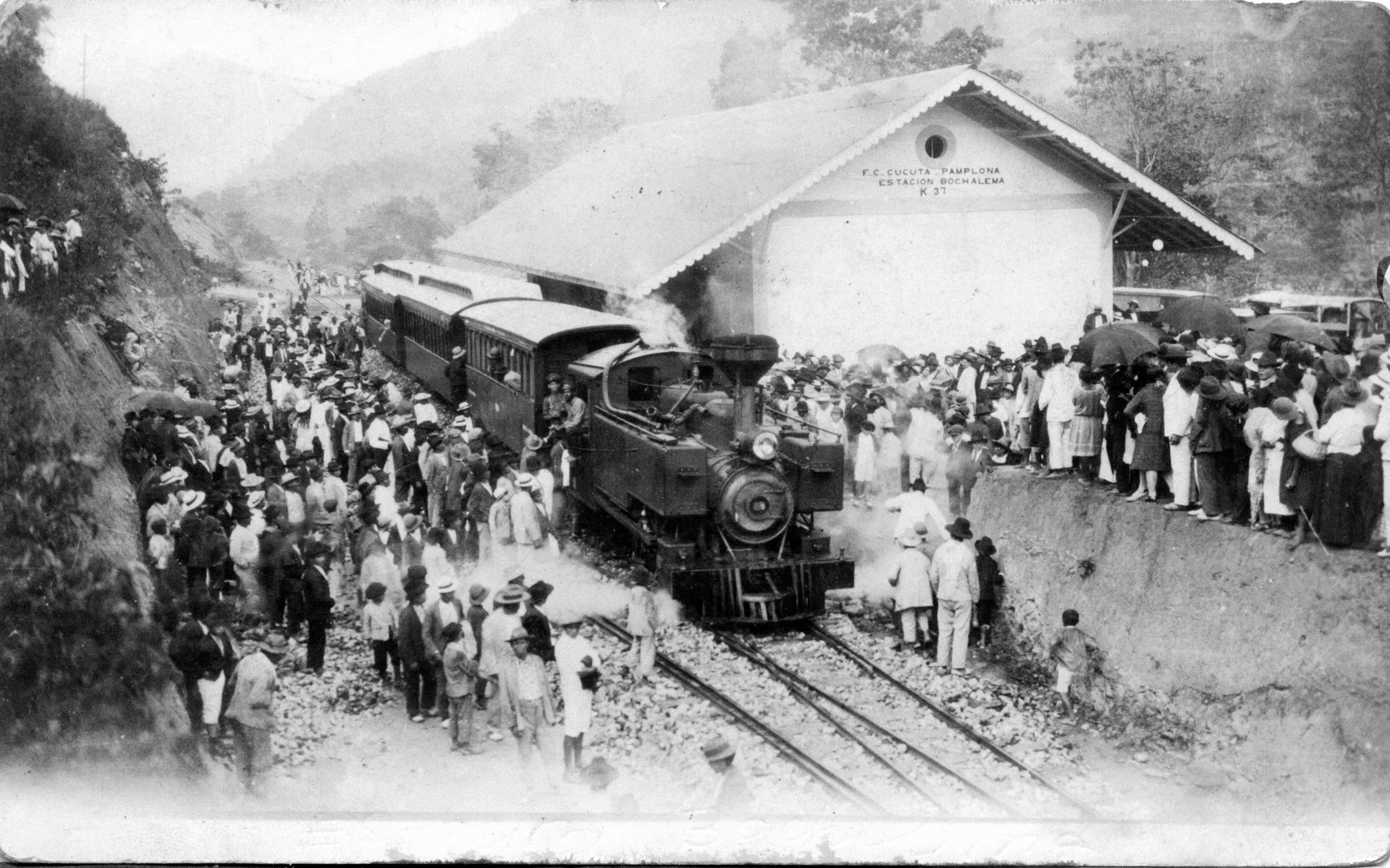
Inauguración de la estación Bochalema del Ferrocarril de Cúcuta, 1928

Bochalema fue el nombre del valle habitado por las tribus indígenas de los Catires, Chiracocas y Bocalemas, quienes habían asentado allí sus comunidades pues se encontraban atraídos por la cantidad de agua que corría por su ladera y por su buen clima.
Fue fundado en 1759, por el español Juan José Villamizar. En 1826, fue erigido como municipio, y en 1872 parroquia, siendo guía espiritual el sacerdote Ramón García, nativo de la localidad. Uno de los personajes más representativos es el compositor, director, multiinstrumentista y docente colombiano José Rozo Contreras reconocido por sus numerosos arreglos de música colombiana y música colombiana académica, en los que se destaca el Himno Nacional de Colombia - Para banda, el Himno del Ejército de Colombia - Para banda, el Himno del Norte de Santander - Para voz y banda, entre otros.
Bochalema fue paso obligado para el libertador Simón Bolívar en sus travesías camino a su patria natal; el 24 y 25 de diciembre de 1820 estuvo en la población según consta en documentos históricos.
Uno de los atractivos naturales es el centenario samán. La tradición oral señala que a mediados de 1888, el general Severo Olarte, jefe divisionario de la antigua guardia colombiana, que adoraba la memoria de los libertadores, hizo llevar semillas del Samán de Táriba (localidad situada cerca de San Cristóbal, capital del estado Táchira- Venezuela), descendiente también del Samán de Güere, para sembrarlas en la finca de San Lorenzo, en las cercanías de Bochalema.

## Festividades
- Febrero 6: Fundación de Bochalema.

- Junio 17: Sagrado Corazón.

- Septiembre 8: Festival de silletetos en honor a la Virgen de La Cueva, patrona del municipio.

- Octubre: Feria Expocolanbe

- Diciembre 7: Festival de faroles.

- Del 31 de diciembre al 6 de enero: Ferias y fiestas de la Milagrosa y Reinado Departamental del Turismo

## Sitios turísticos
- Parque El Samán
- El Santuario de la Cueva Santa (Patrona de Bochalema).
- Laguna de Capote
- Piedra la Pata del Diablo: Este sitio se hizo famoso gracias a que en ese lugar quedaba la casa de la reina: la famosa Perecita Rizo.
- Balneario el Raizón
- Balneario el Azufral
- Balneario la Chiracoca
- Las Cascadas
- Cascada la Peronia
- Escuela de transformación interior GELVA
- Mirador Cristo Rey
- Mirador la Lomita de la Cruz
- Sendero ecológico Aguablanca
- Parque Principal
- Iglesia del Sagrado Corazón de Jesús
- Hacienda San Jerónimo

## Población
Actualmente el municipio de Bochalema incluyendo el casco urbano, el corregimiento de la Donjuana y sus veredas ronda los 10.000 habitantes, población que está en constante crecimiento por el desarrollo y valorización que está adquiriendo como destino turístico. 

## Economía

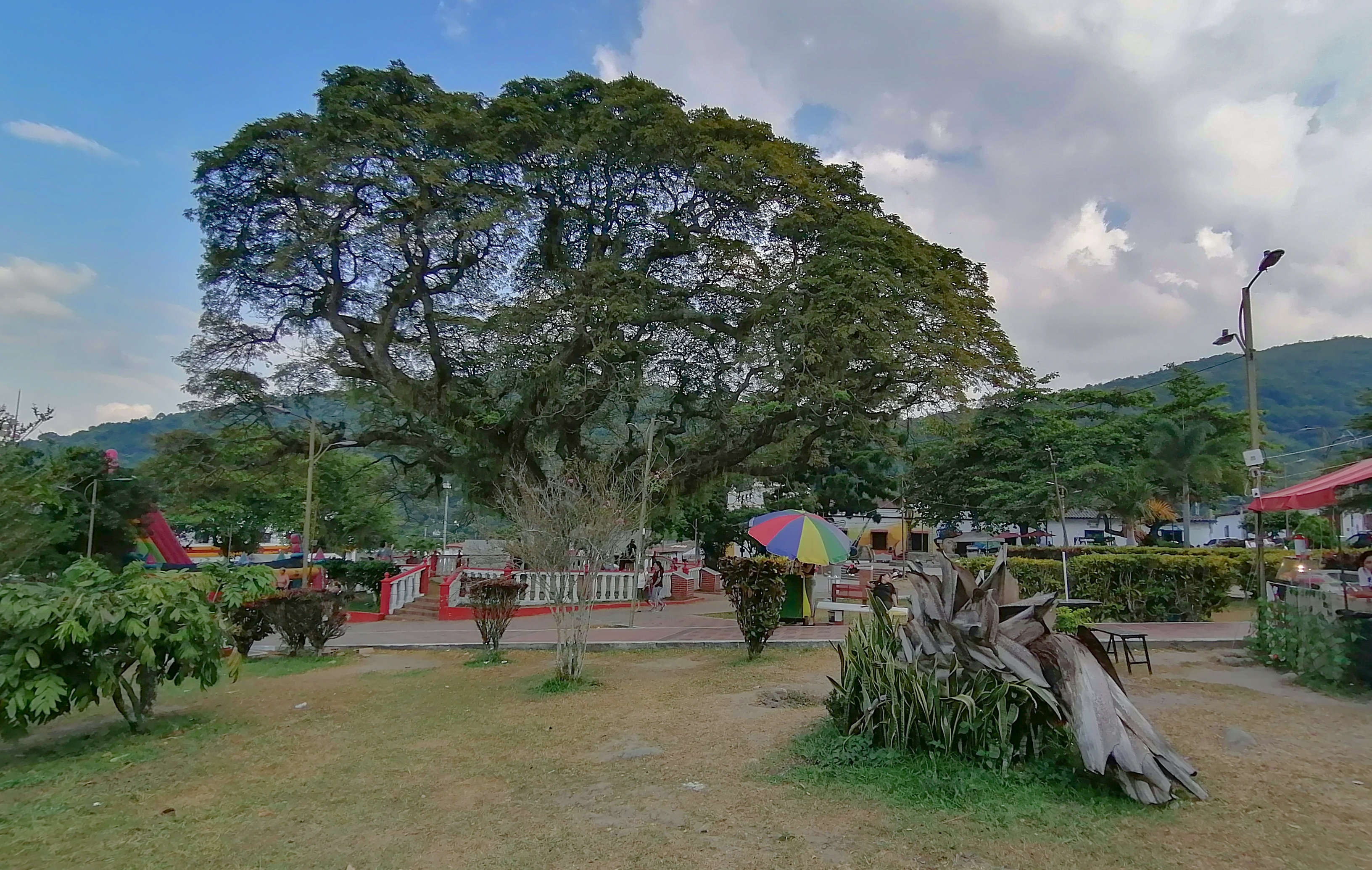
El Samán Bochalema

- El Samán BochalemaProducción agrícola: Café, frutas, caña panelera y pancoger.
- Producción pecuaria en bovinos, porcinos y aves de corral.
- Comercio
- Turismo